# غازیان
غازیان بخشی است از شهر ساحلی بندر انزلی در استان گیلان ایران.

## درباره غازیان
غازیان به وسیله دو پل بزرگ که از بناهای دوران پهلوی است به جزیره میان‌پشته در مرداب انزلی پیوند دارد.
اولین پل متحرک ایران، یک دهنه ۲۵ متری از پل پنج دهنه غازیان-رشت هست که از اواخر تیرماه ۱۳۱۴ خورشیدی تا اوایل تابستان ۱۳۱۶ خورشیدی یعنی مدت ۱۸ ماه ساخته شده در خرداد ماه ۱۳۱۷ مورد استفاده قرارگرفت و روز چهارشنبه هفتم آذر ماه ۱۳۱۸ خورشیدی به‌طور رسمی تحویل گردید. پیش از آن رفت و آمد از انزلی به غازیان با قایق صورت می‌گرفت.

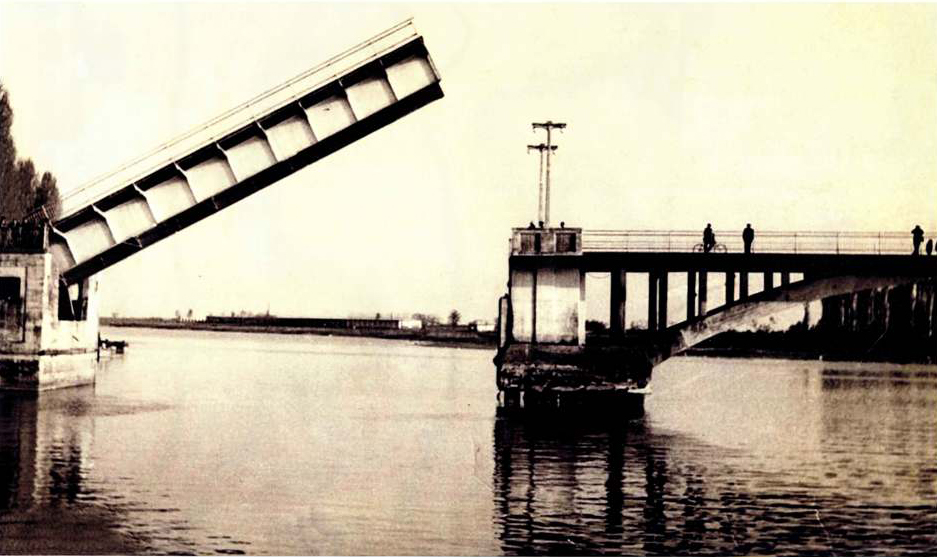
پل متحرک غازیان

به دلیل شباهت ساختار شهری و خیابانها، غازیان خواهرخوانده ی شهر خمام نامیده می شود. 
کانالی میان انزلی و غازیان وجود دارد که آب چهار رودخانه از شرق (سوسرروگا، پیربازارروگا، راست‌خانه و نهنگ‌روگا) و یک رودخانه از غرب (شنبه‌بازارروگا) از طریق آن به دریا وارد می‌گردد.
شهر انزلی از ۳قسمت تشکیل شده، بخش غربی یا انزلی، بخش میانی یا شبه جزیره میان‌پشته و بخش شرقی به نام غازیان.
مسیر راه آهن قزوین-رشت-انزلی قرار است از داخل غازیان تغییر مسیر دهد و از جزیره طالقانی، شیلات و زیر پل جدید غازیان عبور کند.

## غازیان، از گمرک تا انتهای خیابان شاهپور
غازیان قدیم، حد فاصل ابتدای اسکله گمرک تا انتهای «خیابان شاهپور» و «زمین طیاره» بوده که امروزه به خیابان «طالقانی» معروف است. غازیان از قدیم متشکل از سه محله مجزا به نام‌های «غازیان»، «میان محله» و «سامانسر» بود که رفته‌رفته  «سوسر» هم به آن اضافه شد.
خود غازیان، از ابتدای اسکله گمرک – شیلات و پل غازیان که در گذشته به «توک‌سر» معروف بود تا ۳۰ ‌متری پمپ بنزین (غازیان) را شامل می‌شد. قدیمی‌ترین سندی که از غازیان در کتب تاریخی یاد شده است، شرح جنگ‌های معروف بین قوای «هدایت الله خان» و قوای قاجار در کتاب «خواجه تاجدار» است. که قدمت غازیان را از سال ۱۷۸۵میلادی برابر با ۱۱۶۴شمسی نشان می‌دهد.